# Woolwich (Maine)
Woolwich ist eine Town im Sagadahoc County des Bundesstaates Maine in den Vereinigten Staaten. Im Jahr 2020 lebten dort 3068 Einwohner in 1449 Haushalten auf einer Fläche von 107,72 km².

## Geographie
Nach dem United States Census Bureau hat Woolwich eine Gesamtfläche von 107,72 km², von der 90,88 km² Land sind und 16,83 km² aus Gewässern bestehen.

### Geographische Lage
Woolwich liegt im Nordosten des Sagadahoc Countys und grenzt an das Lincoln County. Entlang der westlichen Grenze fließt der Kennebec River, der an dieser Stelle die Merrymeeting Bay, eine Süßwasserbucht bildet, kurz bevor er in den Atlantischen Ozean mündet. Durch zwei Brücken über den Kennebec River ist Woolwich mit Bath und Arrowsic im Süden verbunden. Die östliche Grenze des Gebietes wird durch den Black River gebildet. Zentral auf dem Gebiet liegt der Nequasset Lake. Die Oberfläche des Gebietes ist eben, ohne nennenswerte Erhebungen.

### Nachbargemeinden
Alle Entfernungen sind als Luftlinien zwischen den offiziellen Koordinaten der Orte aus der Volkszählung 2010 angegeben.
- Norden: Dresden, Lincoln County, 6,1 km
- Nordosten: Wiscasset, Lincoln County, 8,9 km
- Osten: Westport Island, Lincoln County, 7,7 km
- Südosten: Georgetown, 28,0 km
- Süden: Arrowsic, 10,6 km
- Südwesten: Bath, 6,8 km
- Westen: Bowdoinham, 11,4 km
- Nordwesten: Perkins, Unorganized Territory, 11,8 km

### Stadtgliederung
In Woolwich gibt es mehrere Siedlungsgebiete: Chops Crossroad, Days Ferry, West Woolwich, East Woolwich, Montsweag, Murphy Corner, Nequasset, Sagadahoc Ferry, Woolwich und Wrights.

### Klima
Die mittlere Durchschnittstemperatur in Woolwich liegt zwischen −6,7 °C (20 °F) im Januar und 21,1 °C (70 °F) im Juli. Damit ist der Ort gegenüber dem langjährigen Mittel der USA um etwa 9 Grad kühler. Die Schneefälle zwischen Oktober und Mai liegen mit bis zu zweieinhalb Metern mehr als doppelt so hoch wie die mittlere Schneehöhe in den USA; die tägliche Sonnenscheindauer liegt am unteren Rand des Wertespektrums der USA.

## Geschichte
Woolwich wurde am 20. Oktober 1759 als Distrikt und am 23. August 1775 als eigenständige Town organisiert. Benannt wurde die Town nach Woolwich in England. Besiedelt wurde die Gegend ab 1638, jedoch wurde auch die Siedlung in Woolwich durch Angriffe der Indianer zerstört und einige der Siedler getötet. Am Nequasset wurde ein Damm errichtet und dadurch konnten Schrot-, Säge- und Walkmühlen betrieben werden. Der Fischreichtum an Maifischen war eine Ernährungsgrundlage für die Bevölkerung.
Die Bevölkerung wollte sich im Jahr 1754 von Georgetown abtrennen und eine eigene Town gründen, dieses wurde zunächst abgelehnt, da es in Woolwich zu dem Zeitpunkt keine eigene Kirche und keinen Priester gab. So wurde 1759 die Nequasset Congregational Church gegründet. Sie war die erste protestantische Kirche östlich des Kennebec River. Im Kirchengebäude fanden auch bis 1761 die Versammlungen der Town statt.

### Einwohnerentwicklung
| Volkszählungsergebnisse – Town of Woolwich, Maine | Volkszählungsergebnisse – Town of Woolwich, Maine | Volkszählungsergebnisse – Town of Woolwich, Maine | Volkszählungsergebnisse – Town of Woolwich, Maine | Volkszählungsergebnisse – Town of Woolwich, Maine | Volkszählungsergebnisse – Town of Woolwich, Maine | Volkszählungsergebnisse – Town of Woolwich, Maine | Volkszählungsergebnisse – Town of Woolwich, Maine | Volkszählungsergebnisse – Town of Woolwich, Maine | Volkszählungsergebnisse – Town of Woolwich, Maine | Volkszählungsergebnisse – Town of Woolwich, Maine |
| Jahr                                              | 1700                                              | 1710                                              | 1720                                              | 1730                                              | 1740                                              | 1750                                              | 1760                                              | 1770                                              | 1780                                              | 1790                                              |
| ------------------------------------------------- | ------------------------------------------------- | ------------------------------------------------- | ------------------------------------------------- | ------------------------------------------------- | ------------------------------------------------- | ------------------------------------------------- | ------------------------------------------------- | ------------------------------------------------- | ------------------------------------------------- | ------------------------------------------------- |
| Einwohner                                         |                                                   |                                                   |                                                   |                                                   |                                                   |                                                   |                                                   |                                                   |                                                   | 787                                               |
| Jahr                                              | 1800                                              | 1810                                              | 1820                                              | 1830                                              | 1840                                              | 1850                                              | 1860                                              | 1870                                              | 1880                                              | 1890                                              |
| Einwohner                                         | 868                                               | 1050                                              | 1330                                              | 1495                                              | 1416                                              | 1420                                              | 1317                                              | 1168                                              | 1154                                              | 1007                                              |
| Jahr                                              | 1900                                              | 1910                                              | 1920                                              | 1930                                              | 1940                                              | 1950                                              | 1960                                              | 1970                                              | 1980                                              | 1990                                              |
| Einwohner                                         | 880                                               | 868                                               | 875                                               | 671                                               | 1144                                              | 1344                                              | 1417                                              | 1710                                              | 2156                                              | 2570                                              |
| Jahr                                              | 2000                                              | 2010                                              | 2020                                              | 2030                                              | 2040                                              | 2050                                              | 2060                                              | 2070                                              | 2080                                              | 2090                                              |
| Einwohner                                         | 2810                                              | 3072                                              | 3068                                              |                                                   |                                                   |                                                   |                                                   |                                                   |                                                   |                                                   |

## Kultur und Sehenswürdigkeiten

### Bauwerke
In Woolwich wurden mehrere Bauwerke und ein Distrikt unter Denkmalschutz gestellt und ins National Register of Historic Places aufgenommen.
- Days Ferry Historic District, 1975 unter der Register-Nr. 75000109.[9]
- Lt. Richard Hathorn House, 1980 unter der Register-Nr. 80000251.[10]
- Robert Reed House, 1982 unter der Register-Nr. 82000777.[11]
- Woolwich Town House, 1978 unter der Register-Nr. 78000199.[12]

## Wirtschaft und Infrastruktur

### Verkehr
Die Maine State Route 127 und die Maine State Route 128 verlaufen in nordsüdlicher Richtung durch das Gebiet von Woolwich. Der U.S. Highway 1 verläuft vom Südwesten in Richtung Nordosten.

### Öffentliche Einrichtungen
In Woolwich gibt es keine medizinischen Einrichtungen oder Krankenhäuser. Nächstgelegene Einrichtungen für die Bewohner von Woolwich befinden sich in Bath, Boothbay Harbour und Brunswick.
In Woolwich befindet sich die Little Free Library, eine private Bücherei. Die nächstgelegenen öffentlichen Büchereien befinden sich in Phippsburg und Bath.

### Bildung
Woolwich gehört mit Arrowsic, Bath, Georgetown, Phippsburg und West Bath zum Regional School Unit 1 (RSU 1).
Im Schulbezirk werden folgende Schulen angeboten:
- Dike Newell School in Bath, mit den Schulklassen von Pre-Kindergarten bis Klasse 2
- Fisher Mitchell School in Bath, mit den Schulklassen von Klasse 3 bis 5
- Bath Middle School in Bath, mit den Schulklassen von Klasse 6 bis 8
- Morse High School in Bath, mit den Schulklassen 9 bis 12
- Phippsburg Elementary School in Phippsburg, mit den Schulklassen von Pre-Kindergarten bis Klasse 5
- Woolwich Central School in Woolwich, mit den Schulklassen von Pre-Kindergarten bis Klasse 8

## Persönlichkeiten

### Söhne und Töchter der Stadt
- William Phips (1651–1695), Abenteurer, Militär und Politiker
- Wilmot Brookings (1830–1905), Pionier, provisorischer Gouverneur des Dakota-Territorium
- Novella Jewell Trott (1846–1929), Autorin und Herausgeberin

### Persönlichkeiten, die vor Ort gewirkt haben
- Paul A. MacDonald (1911–2006), Politiker